# Баракова, Элица
Элица Баракова (болг. Петя Баракова; род. 11 марта 1991 года, Казанлык, Болгария) — болгарская волейболистка, выступающая на позиции центрального блокирующего, член сборной Болгарии.
В составе молодёжной сборной заняла 3 место Чемпионат мира по волейболу среди женских старших молодёжных команд (2017).
Начинала спортивную карьеру в сезоне 2016—2017 годов за клуб из родного города «Казанлык Волей». В сезоне 2023-2024 выступала за клуб Deya Sport.